# John Pringle
För andra betydelser, se John Pringle (olika betydelser).
John Pringle, född den 10 april 1707 i Stichill, Roxburghshire, död den 18 januari 1782 i London, var en skotsk läkare.
Pringle utbildades vid universiteten i Saint Andrews, Edinburgh och Leiden. År 1730 erhöll han en doktorsgrad vid sistnämnda universitet, där han blev god vän till Gerard van Swieten och Albrecht von Haller. Pringle bosatte sig därefter i Edinburgh, först som läkare, men 1733–1744 var han också anställd som professor i moralfilosofi vid universitetet. Han tilldelades Copleymedaljen 1752. Pringle blev Fellow of the Royal Society 1752 och var detta lärda sällskaps president 1772–1778. 

### Fotnoter
1. 1 2  SNAC, SNAC Ark-ID: w6n027jj, läs online, läst: 9 oktober 2017.[källa från Wikidata]
2. 1 2  Encyclopædia Britannica, Encyclopædia Britannica Online-ID: biography/Sir-John-Pringle-1st-Baronettopic/Britannica-Online, läst: 9 oktober 2017.[källa från Wikidata]
3. 1 2  Tjeckiska nationalbibliotekets databas, NKC-ID: nlk20000091907, läst: 23 november 2019.[källa från Wikidata]
4. ↑  ”Прингл Джон”, Большая советская энциклопедия : [в 30 т.], tredje utgåvan, Stora ryska encyklopedin, 1969, läst: 28 september 2015.[källa från Wikidata]
5. ↑  The Peerage person-ID: p30843.htm#i308429, läst: 7 augusti 2020.[källa från Wikidata]
6. 1 2  Darryl Roger Lundy, The Peerage.[källa från Wikidata]
7. ↑  Award winners : Copley Medal (på engelska), Royal Society, läs online, läst: 30 december 2018.[källa från Wikidata]

### Allmänna källor
- John Pringle hos Royal Society